# Uma no naishi
Uma no naishi (jap. 馬内侍 Uma no naishi; ur. prawdopodobnie w poł. X wieku, zm. po 986) – japońska poetka, tworząca w okresie Heian. Zaliczana do Trzydziestu Sześciu Mistrzyń Poezji, jak również do  Trzydziestu Sześciu Średniowiecznych Mistrzów Poezji.
Dama dworu m.in. cesarzowej Kōshi, księżnych Enshi i Shikishi oraz cesarzowej Teishi. Pod koniec życia została mniszką buddyjską. 
Trzydzieści siedem utworów jej autorstwa zamieszczonych zostało w cesarskich antologiach poezji.